# Rugby Europe Trophy 2017/2018
Rugby Europe Trophy – drugi poziom rozgrywek w ramach drugiego w historii sezonu Rugby Europe International Championships (dawny Puchar Narodów Europy). Do rywalizacji na tym szczeblu przystąpiło pięć spośród sześciu zespołów uczestniczących w poprzedniej edycji rozgrywek – najsłabszą Ukrainę zastąpiła reprezentacja Szwajcarii. Zwycięzcą została Portugalia, a ostatnie miejsce skutkujące spadkiem na niższy poziom rozgrywek zajęła Mołdawia
.

## Tabela
Końcowa tabela rozgrywek:
|   | Drużyna    | Mecze | Wygrane | Remisy | Przegrane | Bilans punktów | Różnica | Punkty dodatkowe | Punkty |
| - | ---------- | ----- | ------- | ------ | --------- | -------------- | ------- | ---------------- | ------ |
| 1 | Portugalia | 5     | 5       | 0      | 0         | 168:76         | +92     | 3                | 23     |
| 2 | Holandia   | 5     | 4       | 0      | 1         | 199:110        | +89     | 3                | 19     |
| 3 | Czechy     | 5     | 3       | 0      | 2         | 93:120         | −27     | 0                | 12     |
| 4 | Szwajcaria | 5     | 2       | 0      | 3         | 109:122        | −13     | 2                | 10     |
| 5 | Polska     | 5     | 1       | 0      | 4         | 106:147        | −41     | 3                | 7      |
| 6 | Mołdawia   | 5     | 0       | 0      | 5         | 58:158         | −100    | 1                | 1      |

## Spotkania
| 28 października 201714:00 CEST (UTC+2) | Czechy                                  | 19:14(6:3) | Polska                            | Stadion Markéta, Praga Widzów: 1500 Sędzia: Vlad Iordăchescu |
| 28 października 201714:00 CEST (UTC+2) | Čížek 9 (3K), Havel 5 (P), Kučera 5 (P) | 19:14(6:3) | J. Nowicki 9 (3K), Rajewski 5 (P) | Stadion Markéta, Praga Widzów: 1500 Sędzia: Vlad Iordăchescu |

| 11 listopada 201712:30 EET (UTC+2) | Mołdawia                    | 7:59(7:26) | Holandia                                                                          | Complexul Sportiv Raional, Orgiejów Widzów: 400 Sędzia: Claudio Blessano |
| 11 listopada 201712:30 EET (UTC+2) | Moroșanu 5 (P), Adam 2 (pd) | 7:59(7:26) | McBride 24 (2P 7pd), Noorman 15 (3P), Gascoine 10 (2P), Visser 5 (P),Wright 5 (P) | Complexul Sportiv Raional, Orgiejów Widzów: 400 Sędzia: Claudio Blessano |
| 11 listopada 201712:30 EET (UTC+2) | Budaian                     | 7:59(7:26) |                                                                                   | Complexul Sportiv Raional, Orgiejów Widzów: 400 Sędzia: Claudio Blessano |

| 18 listopada 201717:30 CET (UTC+1) | Polska                                                  | 13:0(10:0) | Mołdawia | Stadion MOSiR, Gdańsk Widzów: 3000 Sędzia: Paulo Duarte |
| 18 listopada 201717:30 CET (UTC+1) | Piotrowicz 5 (pd K), M. Plichta 5 (P), J. Nowicki 3 (K) | 13:0(10:0) |          | Stadion MOSiR, Gdańsk Widzów: 3000 Sędzia: Paulo Duarte |
| 18 listopada 201717:30 CET (UTC+1) | Nimirenco                                               | 13:0(10:0) |          | Stadion MOSiR, Gdańsk Widzów: 3000 Sędzia: Paulo Duarte |

| 18 listopada 201715:00 CET (UTC+1) | Szwajcaria                                                                       | 27:30(8:24) | Holandia                                       | Stade Municipal, Yverdon-les-Bains Widzów: 2000 Sędzia: Iñigo Atorrasagasti |
| 18 listopada 201715:00 CET (UTC+1) | Perrod 7 (2pd K), Guyou 5 (P), Heinrich 5 (P), Voegtli 5 (P), Wullschleger 5 (P) | 27:30(8:24) | McBride 15 (3pd 3K), Visser 10 (2P), Mol 5 (P) | Stade Municipal, Yverdon-les-Bains Widzów: 2000 Sędzia: Iñigo Atorrasagasti |
| 18 listopada 201715:00 CET (UTC+1) | Colvin · Visser                                                                  | 27:30(8:24) |                                                | Stade Municipal, Yverdon-les-Bains Widzów: 2000 Sędzia: Iñigo Atorrasagasti |

| 18 listopada 201715:00 WET (UTC±0) | Portugalia                                                                                           | 45:12(24:5) | Czechy                                   | Centro Desportivo Nacional de Jamor, Oeiras Widzów: 1000 Sędzia: Christophe Ridley |
| 18 listopada 201715:00 WET (UTC±0) | Rodrigues 15 (6pd K), Appleton 10 (2P), Côrte-Real 5 (P), Lima 5 (P), Medeiros 5 (P), Monteiro 5 (P) | 45:12(24:5) | Kent 5 (P), Kolarik 5 (P), Kučera 2 (pd) | Centro Desportivo Nacional de Jamor, Oeiras Widzów: 1000 Sędzia: Christophe Ridley |

| 25 listopada 201713:15 EET (UTC+2) | Mołdawia                                                    | 20:22(8:15) | Szwajcaria                                                         | Complexul Sportiv Raional, Orgiejów Widzów: 300 Sędzia: Nigel Correll |
| 25 listopada 201713:15 EET (UTC+2) | Adam 5 (pd K), Cotruță 5 (P), Moroșanu 5 (P), Preguza 5 (P) | 20:22(8:15) | Dimitri 5 (pd K), Heinrich 5 (P), Lin 5 (P), karne przyłożenie – 7 | Complexul Sportiv Raional, Orgiejów Widzów: 300 Sędzia: Nigel Correll |
| 25 listopada 201713:15 EET (UTC+2) | Moroșanu                                                    | 20:22(8:15) |                                                                    | Complexul Sportiv Raional, Orgiejów Widzów: 300 Sędzia: Nigel Correll |

| 10 lutego 201815:00 WET (UTC±0) | Portugalia                                                                                           | 36:12(24:0) | Holandia                                    | Centro Desportivo Nacional de Jamor, Oeiras Widzów: 1500 Sędzia: Sébastien Minery |
| 10 lutego 201815:00 WET (UTC±0) | Monteiro 10 (2P), Rodrigues 9 (3pd K), Pinto 5 (P), Vassalo 5 (P), Vieira 5 (P), Sousa Guedes 2 (pd) | 36:12(24:0) | Carroll 5 (P), Visser 5 (P), Weersma 2 (pd) | Centro Desportivo Nacional de Jamor, Oeiras Widzów: 1500 Sędzia: Sébastien Minery |

| 24 lutego 201815:00 WET (UTC±0) | Portugalia                              | 31:17(3:17) | Szwajcaria                       | Complexo Municipal de Atletismo, Setúbal Widzów: 1500 Sędzia: Vlad Iordăchescu |
| 24 lutego 201815:00 WET (UTC±0) | Rodrigues 26 (2P 2pd 4K), Valente 5 (P) | 31:17(3:17) | Porret 10 (2P), Perrod 7 (2pd K) | Complexo Municipal de Atletismo, Setúbal Widzów: 1500 Sędzia: Vlad Iordăchescu |

| 3 marca 201815:00 CET (UTC+1) | Holandia | 71:30(28:13) | Polska                                                                                            | Nationaal Rugby Centrum, Amsterdam Widzów: 4000 Sędzia: Ludovic Cayre |
| 3 marca 201815:00 CET (UTC+1) | McBride 16 (8pd), Gascoine 10 (2P), Visser 10 (2P), van Fliet 10 (2P), Altink 5 (P), Brekelmans 5 (P), A. Darlington 5 (P), Noorman 5 (P), Roovers 5 (P) | 71:30(28:13) | Banaszek 8 (pd 2K), Charlat 5 (P), Płonka 5 (P), Rokicki 5 (P), Zeszutek 5 (P), J. Nowicki 2 (pd) | Nationaal Rugby Centrum, Amsterdam Widzów: 4000 Sędzia: Ludovic Cayre |

| 10 marca 201813:15 EET (UTC+2) | Mołdawia                      | 10:29(5:10) | Portugalia                                                  | Stadionul Raional, Anenii Noi Sędzia: Szota Tewzadze |
| 10 marca 201813:15 EET (UTC+2) | Colev 5 (P), Gheorghieș 5 (P) | 10:29(5:10) | Sousa Guedes 14 (P 3pd K), Pinto 10 (2P), Freudenthal 5 (P) | Stadionul Raional, Anenii Noi Sędzia: Szota Tewzadze |

| 10 marca 201814:00 CET (UTC+1) | Czechy                                       | 17:13(7:3) | Szwajcaria                      | Stadion Markéta, Praga Widzów: 800 Sędzia: Vlad Iordăchescu |
| 10 marca 201814:00 CET (UTC+1) | Cimprich 7 (2pd K), Kutil 5 (P), Hošek 5 (P) | 17:13(7:3) | Perrod 8 (pd 2K), Voegtli 5 (P) | Stadion Markéta, Praga Widzów: 800 Sędzia: Vlad Iordăchescu |
| 10 marca 201814:00 CET (UTC+1) | Loutocký                                     | 17:13(7:3) |                                 | Stadion Markéta, Praga Widzów: 800 Sędzia: Vlad Iordăchescu |

| 17 marca 201815:00 CET (UTC+1) | Szwajcaria                                                                        | 30:24(12:24) | Polska                                               | Stade des Cherpines, Plan-les-Ouates Widzów: 800 Sędzia: Andrea Piardi |
| 17 marca 201815:00 CET (UTC+1) | Perrod 10 (2pd 2K), Kavanagh 5 (P), Perruisset 5 (P), Porret 5 (P), Voegtli 5 (P) | 30:24(12:24) | Banaszek 14 (P 3pd K), Kornath 5 (P), Zeszutek 5 (P) | Stade des Cherpines, Plan-les-Ouates Widzów: 800 Sędzia: Andrea Piardi |
| 17 marca 201815:00 CET (UTC+1) | Ławski                                                                            | 30:24(12:24) |                                                      | Stade des Cherpines, Plan-les-Ouates Widzów: 800 Sędzia: Andrea Piardi |

| 17 marca 201815:00 CET (UTC+1) | Holandia                                                       | 27:10(17:0) | Czechy                                          | Nationaal Rugby Centrum, Amsterdam Widzów: 2500 Sędzia: Maxime Burlet |
| 17 marca 201815:00 CET (UTC+1) | Visser 10 (2P), McBride 7 (P pd), Gascoine 5 (P), Moenen 5 (P) | 27:10(17:0) | Havlíček 5 (P), Cimprich 3 (K), Pantůček 2 (pd) | Nationaal Rugby Centrum, Amsterdam Widzów: 2500 Sędzia: Maxime Burlet |
| 17 marca 201815:00 CET (UTC+1) | Kolarik                                                        | 27:10(17:0) |                                                 | Nationaal Rugby Centrum, Amsterdam Widzów: 2500 Sędzia: Maxime Burlet |

| 10 marca 201818:00 CET (UTC+1) | Polska                                               | 25:27(13:10) | Portugalia                                                                                              | Stadion Widzewa, Łódź Widzów: 600 Sędzia: Daniel Jones |
| 10 marca 201818:00 CET (UTC+1) | Banaszek 10 (2pd 2K), Rajewski 10 (2P), Płonka 5 (P) | 25:27(13:10) | Appleton 5 (P), Freudenthal 5 (P), Sousa Guedes 2 (pd), Queiros 5 (P), Rodrigues 5 (pd K), Santos 5 (P) | Stadion Widzewa, Łódź Widzów: 600 Sędzia: Daniel Jones |
| 10 marca 201818:00 CET (UTC+1) | A. Nowicki                                           | 25:27(13:10) | | Stadion Widzewa, Łódź Widzów: 600 Sędzia: Daniel Jones |

| 21 kwietnia 201814:00 CEST (UTC+2) | Czechy                                 | 35:21(6:7) | Mołdawia                                      | Stadion Markéta, Praga Widzów: 600 Sędzia: Lloyd Linton |
| 21 kwietnia 201814:00 CEST (UTC+2) | Pantůček 25 (2P 3pd 3K), Žalud 10 (2P) | 35:21(6:7) | Adam 11 (P 3pd), Moroșanu 5 (P), Diacon 5 (P) | Stadion Markéta, Praga Widzów: 600 Sędzia: Lloyd Linton |
| 21 kwietnia 201814:00 CEST (UTC+2) | Cebotari                               | 35:21(6:7) |                                               | Stadion Markéta, Praga Widzów: 600 Sędzia: Lloyd Linton |